# Jul Maroh
Jul Maroh (francès: [maʁo]; nascut el 1985, abans conegut com a Julie Maroh) és un escriptor i il·lustrador francès de novel·les gràfiques que va escriure Le bleu est une couleur chaude, una història sobre la vida i l'amor de dues joves lesbianes que va ser adaptada per Abdelatif Kechiche a la pel·lícula La vida d'Adèle.

## Biografia
Maroh és originari del nord de França. Després d'obtenir un batxillerat d'arts aplicades a l'École supérieure des arts appliqués et du textile (ESAAT) a Roubaix, va continuar els seus estudis a Brussel·les, on van viure vuit anys. Allà van obtenir dos diplomes, en Arts Visuals (opció còmic) a l'École supérieure des arts Saint-Luc i en Litografia/Gravat a l'Académie Royale des Beaux-Arts de Brussel·les.
Maroh és obertament transgènere i no binari.

## Obra
- Le bleu est une couleur chaude,[6] Arsenal Pulp Press, 2013 -ISBN 978-1551525143. El títol va ser publicat originalment per Glénat l'any 2010 i va rebre un premi al Festival Internacional de Còmics d'Angoulême 2011.[7] Ha estat adaptat al cinema per Abdelatif Kechiche amb el títol La vida d'Adèle (Palma d'Or al Festival de Cannes 2013).[2]
- Skandalon (2013)
- Brahms (2015)
- Corps sonores (2017)[8]
- You Brought Me The Ocean (2020)[9]